# نصف‌النهار ۵۰ درجه شرقی
نصف‌النهار ۵۰ درجه شرقی ۵۰مین نصف‌النهار شرقی از گرینویچ است که از لحاظ زمانی ۳ساعت و ۲۰دقیقه با گرینویچ اختلاف زمانی دارد.
این نصف‌النهار از قطب شمال شروع و از مناطق زیر گذشته و به قطب جنوب ختم می‌شود.
- روسیه
- اقیانوس هند
- ایران